# Autoserica latipes
Autoserica latipes är en skalbaggsart som beskrevs av Hermann Julius Kolbe 1883. Autoserica latipes ingår i släktet Autoserica och familjen Melolonthidae. Inga underarter finns listade.